# سارا بيرنر
سارا بيرنر (بالإنجليزية: Sara Berner)‏ هي ممثلة أمريكية، ولدت في 12 يناير 1912 في ألباني في الولايات المتحدة، وتوفيت في 19 ديسمبر 1969 في فان نويس في الولايات المتحدة.

## وصلات خارجية
- سارا بيرنر على موقع IMDb (الإنجليزية)
- سارا بيرنر على موقع ألو سيني (الفرنسية)
- سارا بيرنر على موقع ميوزك برينز (الإنجليزية)
- سارا بيرنر على موقع أول موفي (الإنجليزية)
- سارا بيرنر على موقع ديسكوغز (الإنجليزية)
- سارا بيرنر على موقع قاعدة بيانات الفيلم (الإنجليزية)